# 纳米晶硅

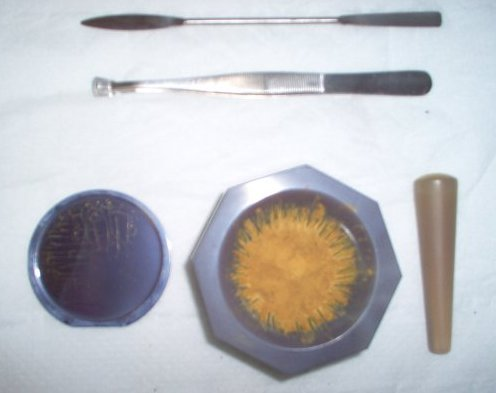
左边是一般的硅，右边则是纳米态的硅

纳米晶硅(nc-Si)同非晶硅(a-Si)一样是硅的一种同素异形体。和非晶硅的区别在于，纳米晶硅具有小的无定形态的硅晶粒。相比之下，多晶硅完全由晶界相隔的硅晶体颗粒构成。纳米晶硅有时也被称为微晶硅(µc-Si)。差别只在于晶粒的颗粒大小。大部分颗粒大小在微米量级的材料实际上是精细颗粒多晶硅，所以纳米晶硅是一个更好的词。
由于纳米晶硅能够更好地吸收红波和红外波，它可以用制作硅太陽能電池。